# ロナルド・トビ
ロナルド・トビ (Ronald P. Toby.Toby、1942年 - ) は、アメリカ人の歴史学者。近世・近代東アジア史を専門としている。イリノイ大学名誉教授。

## 経歴
1942年、アメリカ・ニューヨーク州生まれ。コロンビア大学で日本語と朝鮮語ならびに歴史と文化を学んだ。日本近世史を専攻し、1977年にコロンビア大学で博士号を取得。
コロンビア大学、カリフォルニア大学バークレー校、東京大学史料編纂所を経て、イリノイ大学歴史学部教授。イリノイ大学では、日本及び東アジアの近世・近代史を教えた。在任中には、早稲田大学、慶応義塾大学などでも研究に従事。

## 受賞・栄典
- 2012年：第1回日本研究功労賞を受賞[4]。

## 研究内容・業績
- 江戸時代の朝鮮通信使に光を当て、従来、“鎖国”と見なされてきた日本近世史の見直しを提唱する[5][6][7]。

## 著作
- 2004 — Emergence of Economic Society in Japan, 1600-1870 with Hayami Akira and Osamu Saitō. Oxford: Oxford University Press. ISBN 0198289057/ISBN 9780198289050; OCLC 53388426
- 1983 — State and Diplomacy in Early Modern Japan: Asia in the Development of the Tokugawa Bakufu. Princeton: Princeton University Press. ISBN 0-691-05401-0; ISBN 978-0-691-05401-8; OCLC 182640041
  - 邦訳『近世日本の国家形成と外交』速水融,川勝平太,永積洋子訳 創文社 1990
- 1977 — The Early Tokugawa Bakufu and Seventeenth Century Japanese Relations with East Asia. Ph.D. thesis, Columbia University. OCLC 6909487
- 1974 — Korean-Japanese Diplomacy in 1711: Sukchong's Court and the Shogun's Title.  M.A. thesis, Columbia University. OCLC 45788706
- 『日本海学の新世紀 2 環流する文化と美』青柳正規共編 角川書店 2002
- 『「鎖国」という外交 新視点近世史 (全集 日本の歴史 9)』小学館、2008
- 「第7章 繁栄と衰退の歴史に学ぶ」『興亡の世界史 人類はどこへ行くのか』青柳正規・陣内秀信・ロナルド・トビ共著 講談社 2009(講談社学術文庫：2019年)
- 『絵図学入門』杉本史子,礒永和貴,小野寺淳,中野等,平井松午共編 東京大学出版会 2011